# Il fantastico mondo di Fantaghirò
Il fantastico mondo di Fantaghirò è un album di colonne sonore del cantante Amedeo Minghi, pubblicato nel 2011 dall'etichetta discografica RTI S.p.A./Edel Music. Contiene le colonne sonore composte per le miniserie televisive: Fantaghirò, Fantaghirò 2, Fantaghirò 3, Fantaghirò 4, Fantaghirò 5.

## Tracce
1. Crederò (cantano Amedeo Minghi e Arianna Bergamaschi)
2. Smeralda
3. Aries
4. Desideria
5. Sorellina
6. Tarabas (Suite)
7. Fantaghirò in battaglia
8. Fantaghirò e Romualdo
9. Il Re alla guerra
10. La Regina
11. Fantaghirò
12. Il principe
13. Il duello
14. La solitudine
15. Il principe e Fantaghirò
16. Mio nemico (canta Rossana Casale)